# 香港！自由
《香港！自由》（英語：Freedom, Hong Kong!），由台灣知名音樂創作人、音樂製作人、歌手以及吉他與月琴演奏家陳明章及署名網友香灣人湯瑪士創作，是一首聲援2019年香港反對逃犯條例修訂草案運動的普通話、閩南語、粵語歌曲。

## 創作過程
- 2019年7月23日，陳明章創作聲援香港反送中運動單曲《香港！自由》，7月27日正式在YouTube上發表，以閩南語版本親自用吉他彈奏演唱，獲得台港兩地網友們熱烈好評。
- 2019年8月26日，網友香灣人湯瑪士改寫成粵語歌詞與陳明章作曲的《香港！自由》（粵語版），由陳明章兒子阿祐獻唱粵語版本。正式在YouTube上發表。[3][4]

## 各方反應
截至2019年12月9日，中国大陆的音乐平台网易云音乐、QQ音乐和虾米音乐已无法搜索陈明章的歌手信息。陈明章疑因创作这首歌而遭封杀。